# Národní park Pollino
Národní park Pollino (italsky Parco nazionale del Pollino) leží na jihu Itálie, v regionech Basilicata a Kalábrie. Pollino je největší italský národní park. Má rozlohu 1 926 km² a byl založen v roce 1993. V centru parku se nachází vápencový masiv Pollino (2 248 m). Charakteristické jsou pro oblast příkré skály, jeskyně, doliny a travou porostlé náhorní plošiny. V lesích rostou především buky, jedle bělokoré a javory. Jedním ze symbolů parku je vzácná borovice Heldreichova. Park sahá od Tyrhénského moře na západě k Jónskému moři na východě. V obci Papasidero, bylo nalezeno asi 11 000 let staré pohřebiště s unikátní rytinou pratura.